# 鮑維爾 (喬治亞州)
鮑維爾（英語：Baughville）是位於美國喬治亞州塔爾博特縣的一個非建制地區。該地的面積和人口皆未知。

## 地理
鮑維爾的座標為32°39′10″N 84°40′14″W / 32.65278°N 84.67056°W，而該地的平均海拔高度為236米（即774英尺）。